# Titti Knutsson
Titti Anna Kristina Knutsson, ursprungligen Anna Kristina Gustafsson, född 16 mars 1965 i Bromma församling, Stockholms stad, är en är en svensk författare, frilansskribent, pedagog och scenkonstmakare bosatt i  Norrköping.

### Böcker om teater
- 2024 – Tillsammans är enda sättet – tankar om teater i skuggan av kriserna[5] (Gidlunds Förlag[6])

### Manus
- 2024 – Den stora kärleken (ATR 2024, manus till musikteater, med Olle Linder, uppsatt 2023 av "Kairos - nu är den rätta tiden"[7])

### Bilderböcker
- 2005 – Händiga Hanna lagar bilen (Alfabeta, Illustrationer: Lisen Adbåge).[8]
- 2006 – Händiga Hanna på bondgården (Alfabeta, Illustrationer: Lisen Adbåge).[9]
- 2007 – Händiga Hanna lagar pappa (Alfabeta, Illustrationer: Lisen Adbåge).[10]
- 2007 – Adila och krokobilen (Nutek förlag, Illustrationer: Annika Elmqvist).[11]
- 2018 – Kafé Kosmos (Artist's book, med Pia Alfredsson).[12]

### Kapitelböcker för unga läsare
- 2009 – Muren (Kabusa Böcker).[13]
- 2010 – Kampen (Kabusa Böcker).[14]
- 2013 – Flyktingen (Kabusa Böcker).[15]

### Fakta och journalistik
- 2012 – En guide till Friluftsmuseet Gamla Linköping (Linköpings kommun).[16]
- 2014 – Världens första klimatriksdag, redaktör (Föreningen Ordfront).[17]
- 2016 – Hopp för klimatet - 50 östgötar berättar (DIBB förlag).[18]

### Lyrik
- 2015 – Med skälvande hjärtan (Vulkan), fotografier av Klara Knutsson.[19]

## Teater

### Regi
| År   | Produktion         | Upphovsmän                             | Teater                                   |
| ---- | ------------------ | -------------------------------------- | ---------------------------------------- |
| 2019 | Don Giovanni       | Wolfgang Amadeus Mozart                | Teaterns Hus - Globenteatern i Linköping |
| 2023 | Den stora kärleken | Titti Knutsson, Olle Linder, med flera | Skandiateatern, Norrköping               |